# Pfaff Motorsports
Pfaff Motorsports est une écurie de sport automobile canadienne qui fait participer des Porsche à des championnats tels que le WeatherTech SportsCar Championship.

## Histoire
En 2019, pour la première fois de son histoire, le Pfaff Motorsports s'était engagé dans le championnat WeatherTech SportsCar Championship afin d'y faire courir une Porsche 911 GT3 R dans la catégorie GTD. Cette voiture avait été confiées aux pilotes canadiens Zacharie Robichon et Scott Hargrove pour l'ensemble du championnat. Le pilote allemand Lars Kern, pilote de développement chez Porsche, avait accompagné le tandem sur les courses longues et Dennis Olsen avait prêté mains fortes lors des 24 Heures de Daytona. Pour sa première course, 24 Heures de Daytona, dans des conditions météorologiques difficiles, le pilote canadien Zacharie Robichon avait malheureusement percuté la Lamborghini Huracán GT3 de l'écurie italienne Ebimotors qui se trouvait a l'arrêt sur la piste à la suite d'un aquaplanage. À la suite de ce contact, le châssis de la Porsche 911 GT3 R avait dû être changé pour les courses suivantes,. En fin de saison, pour les Petit Le Mans, l'écurie canadienne avait changé la livrée de sa voiture pour passer du rouge au bleu et au jaune à la suite de l'arrivée d'un nouveau partenaire, la société Life Storage. Durant cette première saison dans ce championnat, le Pfaff Motorsports avait remporté le Northeast Grand Prix ainsi que le Road Race Showcase dans la catégorie GTD et était également monté sur la 3e marche du podium lors du Petit Le Mans. La voiture n°9 a ainsi fini en 3e position du classement avec 262 points.
En 2020, le Pfaff Motorsports avait poursuivi son engagement dans le championnat WeatherTech SportsCar Championship avec comme équipage le pilote canadien Zacharie Robichon et le pilote norvégien Dennis Olsen pour l'ensemble du championnat. Le pilote allemand Lars Kern, pilote de développement chez Porsche, avait accompagné le tandem sur les courses longues comme lors de la saison précédente. Le pilote français Patrick Pilet avait prêté mains fortes lors des 24 Heures de Daytona. Après avoir occupé la tête des 24 Heures de Daytona, le doit Pfaff Motorsports avait malheureusement dû se contenter de la 13e place après un problème d'arbre de transmission dans la 16e heure. À la suite de ces problèmes, le châssis de la Porsche 911 GT3 R avait dû être changé. Pour cause de la Pandémie de Covid-19, le Pfaff Motorsports n'avait malheureusement pas pu reprendre le championnat pour la manche du Daytona 240. En effet, les restrictions de voyage entre les États-Unis et le Canada avait rendu impossible un retour sur une saison car l'écurie est principalement composée d'employés de Pfaff qui travaillent dans les concessions Pfaff lorsqu'ils ne particpent pas à une course. La quarantaine de deux semaines imposées à chaque retour au Canada aurait posé des problèmes dans les concessions des employés. Seul une exception avait été faite pour les Petit Le Mans.

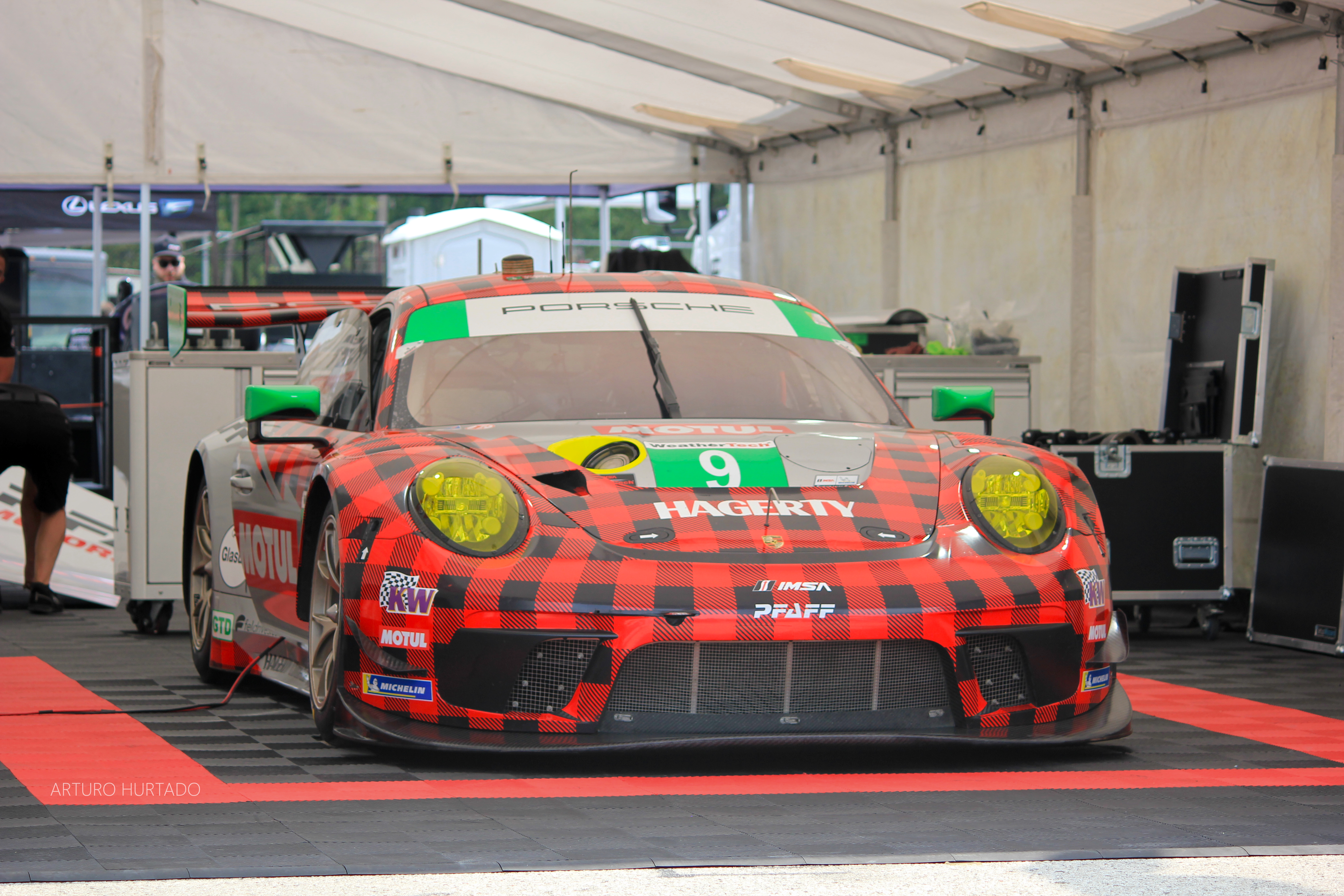
Porsche 911 GT3 R n°9 de l'écurie à Road Race Showcase 2021

En 2021, après une saison 2020 perturbée, le Pfaff Motorsports avait poursuivi son engagement dans le championnat WeatherTech SportsCar Championship avec comme équipage le pilote canadien Zacharie Robichon et le pilote belge Laurens Vanthoor pour l'ensemble du championnat. Le pilote allemand Lars Kern, pilote de développement chez Porsche, avait accompagné le tandem sur les courses longues comme lors des saisons précédentes. Le pilote australien Matt Campbell avait prêté mains fortes lors des 24 Heures de Daytona.

## Résultats en compétition automobile

### Résultats enWeatherTech SportsCar Championship
| Année | Classe | no | Voiture           | Pneus | 1      | 2      | 3      | 4     | 5     | 6     | 7     | 8     | 9      | 10    | 11    | 12    | 13  | Total | Pos. |
| ----- | ------ | -- | ----------------- | ----- | ------ | ------ | ------ | ----- | ----- | ----- | ----- | ----- | ------ | ----- | ----- | ----- | --- | ----- | ---- |
| 2019  | GTD    | 9  | Porsche 911 GT3 R | M     | DAY 16 | SEB 10 | MOH 12 | BEL   | WGL 6 | MOS 5 | LIM 1 | ELK 1 | VIR 4  | LGA 4 | ATL 3 |       |     | 262   | 3e   |
| 2020  | GTD    | 9  | Porsche 911 GT3 R | M     | DAY 13 | DAY    | SEB    | ELK   | VIR   | ATL   | MOH   | CLT   | ATL '5 | LGA   | SEB   |       |     | 44    | 16e  |
| 2021  | GTD    | 9  | Porsche 911 GT3 R | M     | DAY    | DAY    | SEB 1  | MOH 6 | BEL   | WGL 7 | WGL   | LIM 4 | ELK 1  | LGA 1 | LBH 2 | VIR 1 | ATL | 2938* | 1re* |
| 2021  | GTD    | 9  | Porsche 911 GT3 R | M     | Q 2    | C 12   | SEB 1  | MOH 6 | BEL   | WGL 7 | WGL   | LIM 4 | ELK 1  | LGA 1 | LBH 2 | VIR 1 | ATL | 2938* | 1re* |

N.B. * Saison en cours. Les courses en " gras  'indiquent une pole position, les courses en "italique" indiquent le meilleur tour de course.

## Pilotes
- Matt Campbell (2019, 2021)
- Scott Hargrove (2019)
- Lars Kern (2019-2021)
- Dennis Olsen (2019-2020)
- Patrick Pilet (2020)
- Zacharie Robichon (2019-2021)
- Laurens Vanthoor (2021)